# Honzíkova cesta
Honzíkova cesta je dětská kniha Bohumila Říhy z roku 1954. Byla zařazována mezi doporučenou četbu pro žáky základních škol. 

## Příběh
Vypráví o cestě předškoláka Honzíka (Jan Tichý) do vesnice Koníkovice k prarodičům, rodičům jeho maminky. Poprvé cestuje sám vlakem, pouští draka, dostává se na jeden den do první třídy školy, ztratí se v lese a seznamuje se se životem na vesnici. Získává nové kamarády, Terezku, Viktora a Ferdu, kteří již navštěvují školu. Honzíkův pobyt u dědečka netrvá ani týden (od čtvrtka do neděle). Kniha má 17 kapitol.

### Aktualizace po roce 1989
Příběh knihy byl zasazen do doby, kdy běžnou součástí venkovského života v Československu bylo Jednotné zemědělské družstvo. V družstvu pracují dědeček Janouch (ve vepříně) i babička (v drůbežárně). To bylo později vnímáno jako ideologicky podbarvené. V roce 1994 byla kniha přepracována a zmínky o družstvu a družstevním majetku vypuštěny. Říhova dcera, středoškolská učitelka češtiny a francouzštiny Eliška Janovská, to komentovala slovy: "Dělali jsme to v dobrém úmyslu. Tatínek si úpravy přál a některé ještě stihl udělat za svého života – chtěl, aby jeho knížky byly stále moderní, aby se četly. A co dnes šestiletým dětem řekne družstvo?" Později připustila, že některé zásahy byly ovlivněny euforií porevolučních let.

## Ilustrace
Prvním ilustrátorem knihy byl malíř a pedagog Antonín Pospíšil (1909–2008). V roce 1960 knihu ilustrovala Helena Zmatlíková a od pátého vydání je vydávána s jejími kresbami. Knize dodala jako nový grafický prvek výtvarně zpracované iniciály na začátku každé kapitoly, kterými předesílá obsah kapitoly. Honzík je nakreslen jako blonďatý chlapec s modrýma očima. Originál ilustrace dědečka objímajícího Honzíka, která je na knižní obálce, Helena Zmatlíková Bohumilu Říhovi věnovala a je v majetku jeho dědiců. Do roku 2015 kniha vyšla minimálně ve 21 vydáních a do roku 1985 se prodalo přes 1 220 000 výtisků.

## Audioverze
Roku 1985 knihu pro nakladatelství Supraphon načetla herečka Eva Klenová. V roce 2011 pro nakladatelství Popron Music ji jako audioknihu načetl Václav Postránecký v přepracované verzi z roku 1994.
| „                                           | ...při psaní své poslední knížky Honzíkova cesta jsem zapomněl na všechny hrozivé termíny jako specifičnost, dětský hrdina, didaxe ap., vytlačil jsem ze svého vědomí kritické pobídky jako: autore, musíš... autore, nesmíš... a nebojácně jsem pustil svého malého Honzíka na stránky knížky, ať dělá, co umí. Výsledek byl ten, že snad ze žádné knihy se mi nevrátilo tolik radosti, nadšení a čtenářského vděku jako z Honzíkovy cesty. | “ |
| — Bohumil Říha, Mých deset let v literatuře | |   |